# Associazione Sportiva Acquapozzillo 1970-1971
Questa pagina raccoglie le informazioni riguardanti l'Associazione Sportiva Acquapozzillo nelle competizioni ufficiali della stagione 1970-1971.

## Rosa
| N. |                   | Ruolo | Calciatore           |
| -- | ----------------- | ----- | -------------------- |
|    | Italia (bandiera) | P     | Giuseppe Ridolfi     |
|    | Italia (bandiera) | D     | Angelo Misani        |
|    | Italia (bandiera) | C     | Roberto Manini       |
|    | Italia (bandiera) | C     | Luciano Antonini     |
|    | Italia (bandiera) | D     | Sergio Dugaro        |
|    | Italia (bandiera) | A     | Gennaro Guida        |
|    | Italia (bandiera) | A     | Franco Panza         |
|    | Italia (bandiera) | D     | Alessandro Aldinucci |

| N. |                   | Ruolo | Calciatore         |
| -- | ----------------- | ----- | ------------------ |
|    | Italia (bandiera) | D     | Libero Bompani     |
|    | Italia (bandiera) | A     | Livio Ferraro      |
|    | Italia (bandiera) | A     | Nicola Taiano      |
|    | Italia (bandiera) | D     | Ernesto Gallo      |
|    | Italia (bandiera) | C     | Luigi Donzelli     |
|    | Italia (bandiera) | A     | Giuseppe Bongiorno |
|    | Italia (bandiera) | C     | Guido Consoli      |
|    | Italia (bandiera) | C     | Rosario Sbano      |

## Risultati

### Serie C 1970-1971 Girone C

#### Girone di andata
| Arbitro: | Lattanzi (Macerata) |

|           |           |  |
| Bongiorno | Marcatori |  |

| Arbitro: | Albertini (Torino) |

|               |           |               |
| Livio Ferraro | Marcatori | aut’Aldinucci |

| [[Castellammare di Stabia]] 27 set 1970 3ª giornata | Avellino         | 0 – 0 | Acquapozzillo | \| Arbitro: \| Benedetti (Roma) \| |
| Arbitro:                                            | Benedetti (Roma) |       |               |                                    |

| Arbitro: | Sanzo (Lecce) |

|                        |           |  |
| Donzelli Livio Ferraro | Marcatori |  |

| 11 ott 1970 5ª giornata | Salernitana               | 0 – 0 | Acquapozzillo | \| Arbitro: \| Trincheri (Reggio Emilia) \| |
| Arbitro:                | Trincheri (Reggio Emilia) |       |               |                                             |

| Arbitro: | Turiaano (Reggio Calabria) |

|  |           |           |
|  | Marcatori | Cavicchia |

| Arbitro: | Chiapponi (Livorno) |

|       |           |  |
| Guida | Marcatori |  |

| 1 nov 1970 8ª giornata | Enna             | 0 – 0 | Acquapozzillo | \| Arbitro: \| Vaccaro (Torino) \| |
| Arbitro:               | Vaccaro (Torino) |       |               |                                    |

| Arbitro: | Martinelli (Catanzaro) |

|          |           |  |
| Antonini | Marcatori |  |

| 15 nov 1970 10ª giornata | Martina          | 0 – 0 | Acquapozzillo | \| Arbitro: \| Benedetti (Roma) \| |
| Arbitro:                 | Benedetti (Roma) |       |               |                                    |

| Arbitro: | Ciacci (Firenze) |

|       |           |       |
| Villa | Marcatori | Guida |

| 29 nov 1970 12ª giornata | Acquapozzillo             | 0 – 0 | Messina | \| Arbitro: \| Campanini (Finale Emilia) \| |
| Arbitro:                 | Campanini (Finale Emilia) |       |         |                                             |

| Arbitro: | Vannucchi (Bologna) |

|            |           |               |
| De Angelis | Marcatori | Misani Taiano |

| 13 dic 1970 14ª giornata                          | Acquapozzillo | 3 – 0 | Viterbese |  |
| \| \| \| \| \| Taiano Antonini \| Marcatori \| \| |               |       |           |  |
|                                                   |               |       |           |  |
| Taiano Antonini                                   | Marcatori     |       |           |  |

| Arbitro: | Pesciarelli (Roma) |

|                           |           |  |
| Rinaldi Scarpa Menichelli | Marcatori |  |

| 3 gen. 1971 16ª giornata | Acquapozzillo      | 0 – 0 | Sorrento | \| Arbitro: \| Clerico (Chiavari) \| |
| Arbitro:                 | Clerico (Chiavari) |       |          |                                      |

| Arbitro: | Zucchetti (Milano) |

|      |           |  |
| Lodi | Marcatori |  |

| 16 gen 1971 18ª giornata | Internapoli        | 0 – 0 | Acquapozzillo | \| Arbitro: \| Stagnoli (Bologna) \| |
| Arbitro:                 | Stagnoli (Bologna) |       |               |                                      |

| Arbitro: | Borghesi (Forlì) |

|  |           |          |
|  | Marcatori | Toffanin |

#### Girone di ritorno
| 31 gen 1971 1ª giornata | Lecce              | 0 – 0 | Acquapozzillo | \| Arbitro: \| Reggiani (Bologna) \| |
| Arbitro:                | Reggiani (Bologna) |       |               |                                      |

| 7 feb 1971 2ª giornata | Brindisi          | 0 – 0 | Acquapozzillo | \| Arbitro: \| Carbone (Firenze) \| |
| Arbitro:               | Carbone (Firenze) |       |               |                                     |

| Arbitro: | Toso (Gorizia) |

|        |           |  |
| Taiano | Marcatori |  |

| Arbitro: | Laurenti (Padova) |

|  |           |        |
|  | Marcatori | Taiano |

| Arbitro: | Stagnoli (Bologna) |

|       |           |  |
| Panza | Marcatori |  |

| Arbitro: | Sansò (Lecce) |

|                     |           |  |
| Calisti Misani aut’ | Marcatori |  |

| 14 mar 1971 7ª giornata | Pro Vasto          | 0 – 0 | Acquapozzillo | \| Arbitro: \| Giardini (Legnano) \| |
| Arbitro:                | Giardini (Legnano) |       |               |                                      |

| Arbitro: | Ciulli (Roma) |

|          |           |  |
| Antonini | Marcatori |  |

| 4 apr. 1971 9ª giornata | Pescara                  | 0 – 0 | Acquapozzillo | \| Arbitro: \| Toro (San Donà di Piave) \| |
| Arbitro:                | Toro (San Donà di Piave) |       |               |                                            |

| Arbitro: | Fiorenza (Torre Annunziata) |

|        |           |          |
| Manini | Marcatori | Fumarola |

| Arbitro: | De Fazio (Torino) |

|             |           |  |
| Albano aut’ | Marcatori |  |

| 25 apr 1971 12ª giornata | Messina          | 0 – 0 | Acquapozzillo | \| Arbitro: \| Baldoni (Ancona) \| |
| Arbitro:                 | Baldoni (Ancona) |       |               |                                    |

| Arbitro: | Sgherri (Grosseto) |

|       |           |          |
| Gallo | Marcatori | Scandola |

| Arbitro: | Iseppi (San Donà di Piave) |

|             |           |  |
| Pescosolido | Marcatori |  |

| 16 mag 1971 15ª giornata | Acquapozzillo     | 0 – 0 | Potenza | \| Arbitro: \| Pedretti (Modena) \| |
| Arbitro:                 | Pedretti (Modena) |       |         |                                     |

| Arbitro: | Menegalli (Roma) |

|       |           |  |
| Nazzi | Marcatori |  |

| Arbitro: | Bonassi (Parma) |

|             |           |  |
| Campidonico | Marcatori |  |

| Arbitro: | Lattanzi (Roma) |

|                       |           |                 |
| Panza Taiano Antonini | Marcatori | Turola Giordano |

| Arbitro: | Fiorenza (Torre Annunziata) |

|         |           |  |
| Carella | Marcatori |  |